# A Gentleman's Agreement
A Gentleman's Agreement er en amerikansk stumfilm fra 1918 af David Smith.

## Medvirkende
- Gayne Whitman som Allen Spargo
- Nell Shipman som Theresa Kane
- Juan de la Cruz som Lemuel Antree
- Jacob Abrams som Kane
- Hattie Buskirk som Mrs. Kane